# Trichosteleum jonesii
Trichosteleum jonesii är en bladmossart som beskrevs av Maurice Bizot och Tamás Pócs 1976-77 [1977. Trichosteleum jonesii ingår i släktet Trichosteleum och familjen Sematophyllaceae. Inga underarter finns listade i Catalogue of Life.